# George Chisholm
George Chisholm (29 de marzo de 1915-6 de diciembre de 1997) fue un trombonista de jazz escocés.

## Biografía
Nacido en Glasgow, Escocia, en el seno de una familia de músicos, la carrera artística de Chisholm se inició en la orquesta Glasgow Playhouse, llegando a grabar, más adelante, con músicos de jazz de la talla de Fats Waller y Benny Carter.
En 1940, durante la Segunda Guerra Mundial, Chisholm entró en la Royal Air Force, formando un grupo musical llamado The Squadronaires. Tras la desmovilización, continuó largo tiempo tocando con la banda. 
Posteriormente trabajó como artista independiente, y pasó un período de cinco años en la BBC durante el cual formó parte de la orquesta de Angela Morley en The Goon Show, además de hacer algunas apariciones como actor. En los primeros años sesenta Chisholm formaba parte de The Black and White Minstrel Show, programa en el cual su actuación tenía un significativo elemento cómico. Además fue parte de la banda de los programas infantiles Play School y Play Away, e interpretó papeles en los filmes The Mouse on the Moon (1963), The Knack… and How to Get It (1965) y Superman III (1983).
En 1984 a Chisholm se le distinguió nombrándole OBE.
Mediada la década de 1990, Chisholm se retiró de la vida pública a causa de sus problemas de salud, y en diciembre de 1997 falleció en Londres, Inglaterra. Tenía 82 años de edad.